# Эджком (округ)
Округ Эджком (англ. Edgecombe County) располагается в штате Северная Каролина, США. Официально образован в 1741 году. По состоянию на 2010 год, численность населения составляла 56 552 человека.

## География
По данным Бюро переписи США, общая площадь округа равняется 1313,131 км2, из которых 1307,951 км2 суша и 3,367 км2 или 0,300 % это водоёмы.

## Население
По данным переписи населения 2000 года в округе проживает 55 606 жителей в составе 20 392 домашних хозяйств и 14 804 семей. Плотность населения составляет 43,00 человека на км2. На территории округа насчитывается 24 002 жилых строений, при плотности застройки около 18,00-ти строений на км2. Расовый состав населения: белые — 40,06 %, афроамериканцы — 57,46 %, коренные американцы (индейцы) — 0,20 %, азиаты — 0,13 %, гавайцы — 0,01 %, представители других рас — 1,56 %, представители двух или более рас — 0,58 %. Испаноязычные составляли 2,79 % населения независимо от расы.
В составе 32,80 % из общего числа домашних хозяйств проживают дети в возрасте до 18 лет, 46,20 % домашних хозяйств представляют собой супружеские пары проживающие вместе, 21,50 % домашних хозяйств представляют собой одиноких женщин без супруга, 27,40 % домашних хозяйств не имеют отношения к семьям, 24,00 % домашних хозяйств состоят из одного человека, 10,10 % домашних хозяйств состоят из престарелых (65 лет и старше), проживающих в одиночестве. Средний размер домашнего хозяйства составляет 2,67 человека, и средний размер семьи 3,16 человека.
Возрастной состав округа: 27,10 % моложе 18 лет, 8,60 % от 18 до 24, 28,40 % от 25 до 44, 23,40 % от 45 до 64 и 23,40 % от 65 и старше. Средний возраст жителя округа 36 лет. На каждые 100 женщин приходится 86,80 мужчин. На каждые 100 женщин старше 18 лет приходится 80,80 мужчин.
Средний доход на домохозяйство в округе составлял 30 983 USD, на семью — 35 902 USD. Среднестатистический заработок мужчины был 27 300 USD против 21 649 USD для женщины. Доход на душу населения составлял 14 435 USD. Около 16,00 % семей и 19,60 % общего населения находились ниже черты бедности, в том числе — 27,50 % молодежи (тех, кому ещё не исполнилось 18 лет) и 18,40 % тех, кому было уже больше 65 лет.